# Last to Know
"Last to Know" é uma canção da artista musical norte-americana Pink. Servindo como terceiro single de seu terceiro álbum de estúdio, Try This. Ao contrário dos outros singles da cantora, "Last to Know" foi lançado primeiro na Europa (Abril de 2004) e depois nos Estados Unidos (Junho de 2005), também foi o segundo single da cantora a não alcançar uma posição na Billboard Hot 100, apesar de ter obtido um sucesso razoável na Europa.

## Faixas e formatos
- UK CD1

1. "Last to Know" - 4:30
2. "Last to Know" (D Bop's Club Edit) - 5:30

- UK CD2/European Single

1. "Last to Know" - 4:30
2. "God Is a DJ" (Robbie Rivera Main Vocal Mix)
3. "God Is a DJ" (Robbie Rivera Juicy After Hour Dub)
4. "God Is a DJ" (Hyper Remix)
5. "Last to Know" (Enhanced Video)

## Desempenho nas tabelas musicais

### Paradas semanais
| Tabela musical (2004)           | Melhor posição |
| ------------------------------- | -------------- |
| Alemanha - Media Control Charts | 66             |
| Áustria - Ö3 Austria Top 40     | 48             |
| Irlanda - Irish Singles Chart   | 23             |
| Países Baixos - Dutch Top 40    | 48             |
| Reino Unido - UK Singles Chart  | 21             |
| Suíça - Schweizer Hitparade     | 66             |